# Обіцянки
«Обіцянки» («Les Promesses») — французько-італійська романтична комедія 2021 року, знята режисером Амандою Стерс.

## Сюжет
Александер — дилер і експерт з антикварних книг, який на вечірці зустрічає Лору. Між ними спалахує кохання з першого погляду, але наступного місяця вона виходить заміж. Їм належить виконати взяті на себе зобов'язання.

## У ролях
- П'єрфранческо Фавіно — Александер
- Леон Гесбі — молодий Александер
- Ітан Гансінгер — Александер у 10 років
- Келлі Рейлі — Лора
- Жан Рено — дідусь
- Джинні Вотсон — Б'янка
- Кара Теоболд — Джейн
- Кріс Маршалл — Луї
- Діпак Верма — Джек
- Марі Муте — Маріка
- Гайя Скоделларо — Джільда

## Знімальна група
- Режисер — Аманда Стерс
- Сценарій — Аманда Стерс
- Продюсери — Фабіо Конверсі, Марко Коен, Бенедетто Хабіб, Фабріціо Донвіто, Даніель Кампос Павончеллі
- Оператор — Марко Граціаплена
- Композитор — Андреа Ласло Де Сімоне
- Монтаж — Крістіано Травальйолі